# トルファン盆地
座標: 北緯42度47分 東経89度20分 / 北緯42.78度 東経89.34度

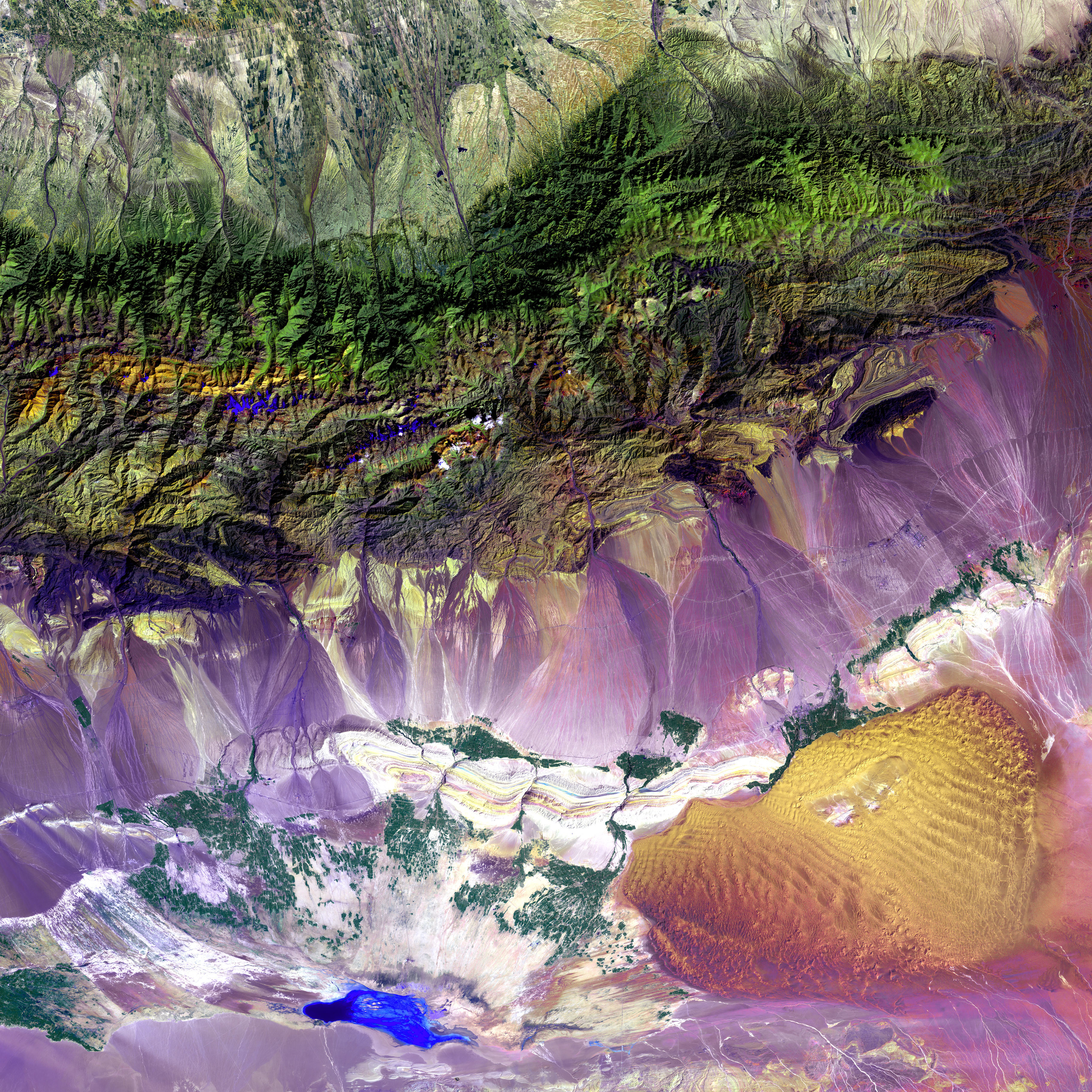
トルファン盆地はボゴダ山の麓にある

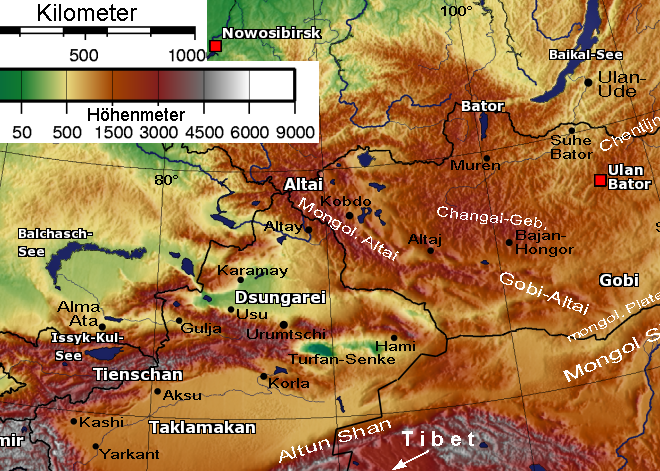
トルファン盆地（ウルムチの東）は中国新疆にある三大盆地のひとつである。他はタリム盆地（南）とジュンガル盆地（北）。

トルファン盆地（トルファンぼんち、ウイグル語：تۇرپانئويمانلىغى、中国語：吐鲁番盆地）は、中国新疆ウイグル自治区の天山山脈の東端の南面にあり、ボゴダ山と覚羅塔山の間の南側に当たり、面積は約5万平方キロメートルである。この盆地のすぐ東にはハミ盆地があり、大都市のトルファン市、ハミ市があり、しばしば一緒に扱われて、古来から西域の有力都市として栄えてきた。
トルファン盆地は世界で最も低い土地のひとつで、盆地の中心は標高（-154 m）のアイディン湖跡で、イスラエルの死海とジブチのアッサル湖に次いで世界で3番目に低い地点でなる。 この盆地はそびえ立った山々に囲まれていて、盆地の中は昼間急速に熱せられ、夜ゆっくりと熱が放散され、夏は暑く乾燥した気候で、最高気温は50.2℃に達する。
盆地の北部には雪解け水による豊富な地下水源があり、地元の人々は水の蒸発を減らすために地下に有名な「カレーズ」を建設し、地下水を地下から汲み上げて作物に散水。 トルファン盆地は日照時間が長く日中の気温差が大きいため、ここで生産される果物は甘く、皆に愛されていて、最も有名なものはブドウとハミ瓜である。 さらに、この盆地にはトゥハ油田（トルファン・ハミ油田）があり、石油・ガス資源のかなりの埋蔵量もある。

## 写真集

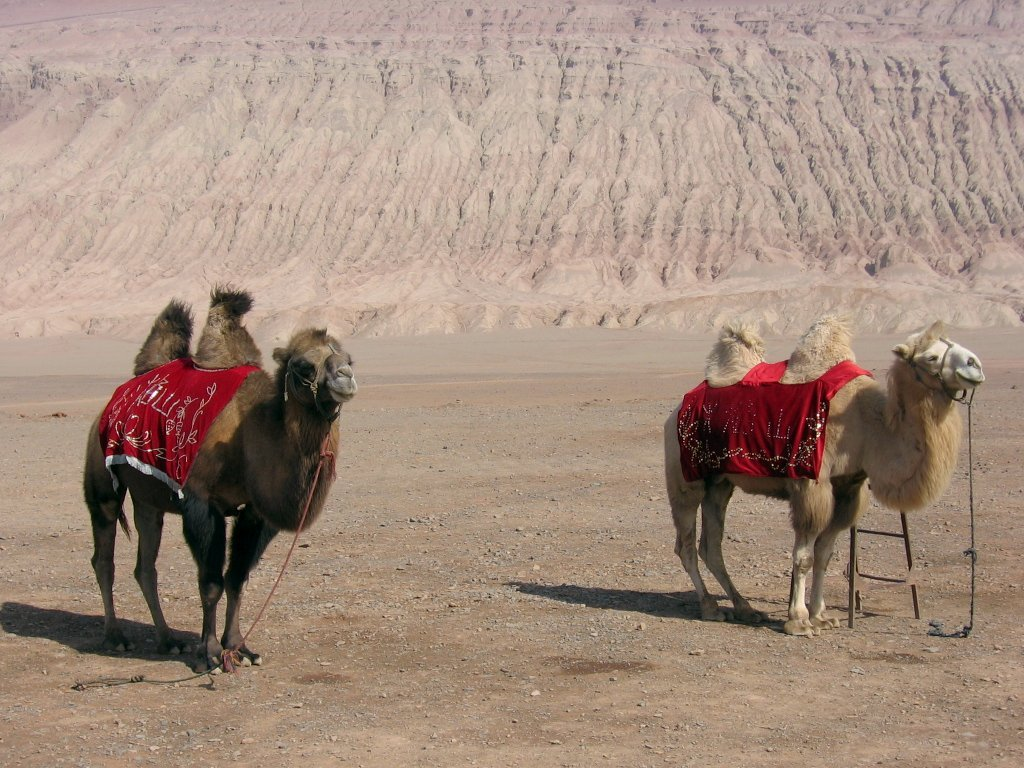
トルファン盆地の火焔山で。
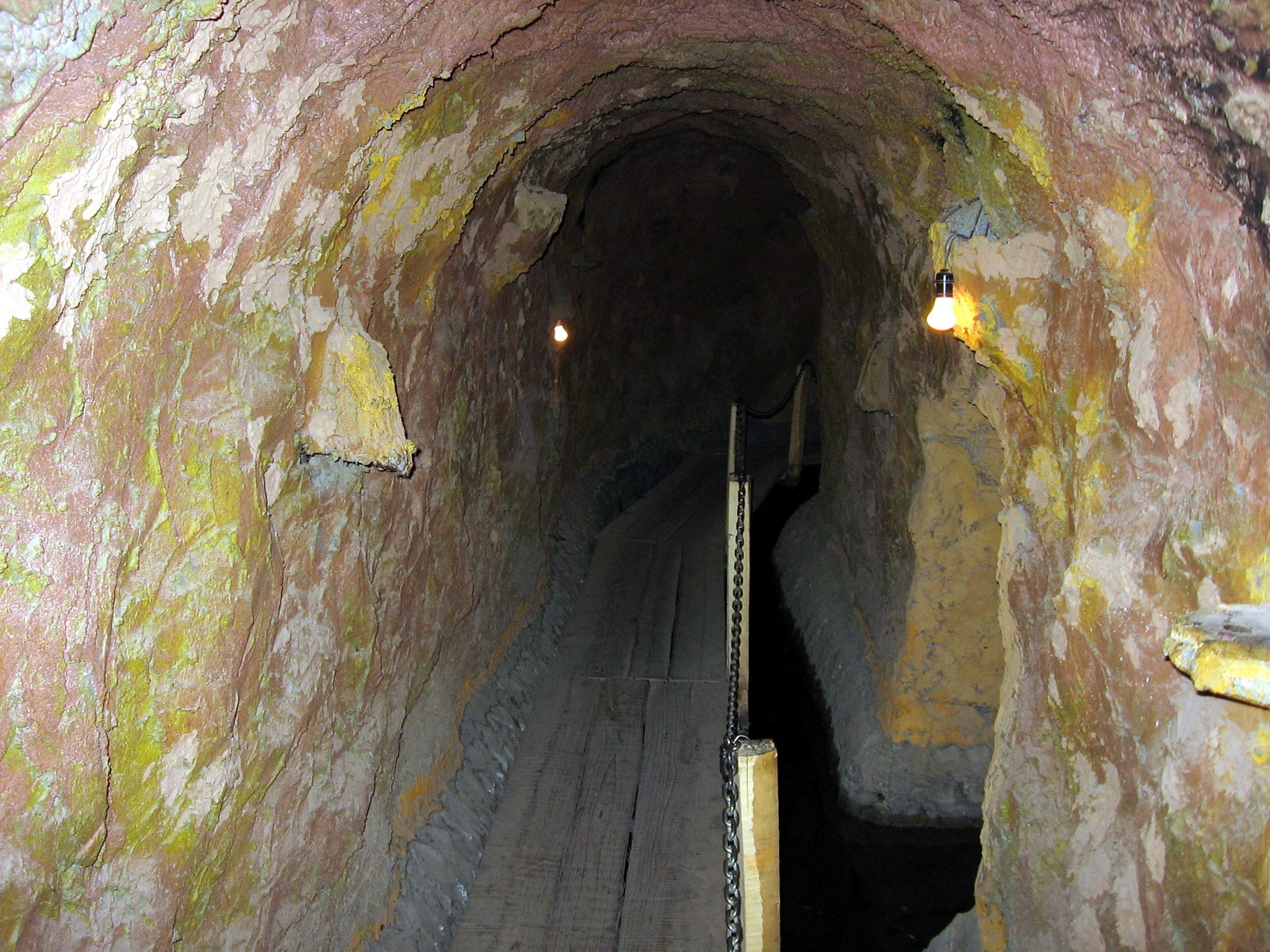
カレーズ（トルファン）
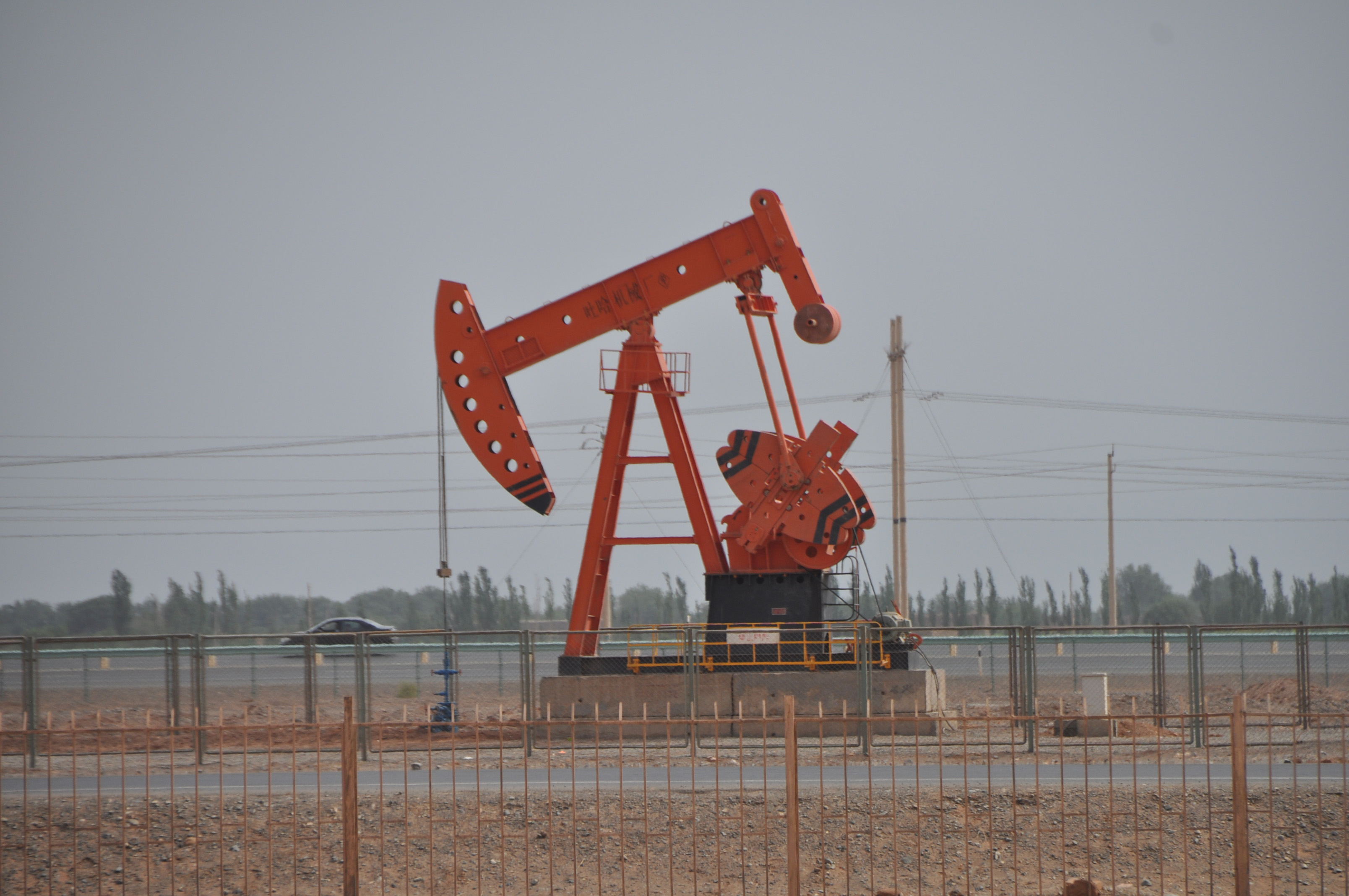
トゥハ油田（トルファン）